# Magdalena Matte
Magdalena Matte Lecaros (sinh ngày 13 tháng 8 năm 1950) là kỹ sư xây dựng dân dụng, nữ doanh nhân và chính trị gia người Chile. Bà là thành viên của Liên minh Dân chủ Độc lập (UDI) và là thành viên Bộ Phát triển Nhà và Đô thị Chile dưới thời Tổng thống đương nhiệm Sebastián Piñera nhiệm kỳ 2010-2014. Bà là thành viên của gia đình Matte.

## Tiểu sử
Matte sinh ra ở Santiago. Bà nội, Rosa Ester Alessandri Rodríguez, là con gái của Arturo Alessandri, tổng thống Chile trong nhiệm kỳ 1920-1925 và 1932-1938. Anh trai,Jorge Alessandri, là tổng thống Chile trong khoảng thời gian từ 1958 đến 1964. Ông nội, Arturo Matte Larraín, là luật sư và nghị sĩ, Bộ trưởng Bộ Ngoại giao, ứng cử viên tổng thống (1952), và là người sáng lập công ty giấy và bìa các tông CMPC. 
Cha, Arturo Matte Alessandri, qua đời vào năm 1965 khi Matte 14 tuổi. Matte hoàn thành học vấn tại Colegio Santa Úrsula của Santiago. Bà hoàn thành chương trình học đại học tại Đại học Công giáo Chile, chuyên ngành kỹ thuật xây dựng dân dụng. Năm 1974, bà kết hôn với Hernán Larraín Fernández, thượng nghị sĩ Chile và cựu Chủ tịch Thượng viện nhiệm kỳ 2004-2005, và có sáu người con. 

## Sự nghiệp
bà làm việc trong lĩnh vực tư nhân, chủ yếu trong công ty Papeleria Dimar, trong đó bà vừa là giám đốc điều hành vừa là nhà đầu tư. Năm 2002, bà làm việc với Fondo Confianza qua nền tảng La Vaca, trong đó bà hỗ trợ tài trợ cho các nữ khởi sự danh nghiệp có nguồn lực kinh tế thấp. bà xây dựng 230 trung tâm làm việc và trung tâm giáo dục phục vụ cho 3.000 phụ nữ trong khu vực El Maule Sur.

## Chính trị
Ngày 9 tháng 2 năm 2010, Tổng thống đắc cử của Chile, Sebastián Piñera, đã đề cử Magdalena Matte làm Bộ trưởng Bộ Phát triển Nhà và Đô thị. Ngày 19 tháng 4 năm 2011, Magdalena thôi giữ chức bộ trưởng do phải đền bù trong vụ án công ty xây dựng Kodama.